# Авока (Ајова)
Авока (енгл. Avoca) град је у америчкој савезној држави Ајова. По попису становништва из 2010. у њему је живело 1.506 становника.

## Демографија
Према попису становништва из 2010. у граду је живело 1.506 становника, што је -104 (-6.5%) становника више него 2000. године.
| Група             | 2000.         | 2010.         |
| Белци             | 1.578 (98,0%) | 1.467 (97,4%) |
| Афроамериканци    | 1 (0,1%)      | 3 (0,2%)      |
| Азијати           | 1 (0,1%)      | 2 (0,1%)      |
| Хиспаноамериканци | 22 (1,4%)     | 28 (1,9%)     |
| Укупно            | 1.610         | 1.506         |